# Chappaquiddick (film)
Chappaquiddick is een Amerikaanse dramafilm uit 2017 die geregisseerd werd door John Curran. De film is gebaseerd op Ted Kennedy's Chappaquiddick-incident uit 1969. De hoofdrollen worden vertolkt door Jason Clarke, Kate Mara, Bruce Dern en Ed Helms. In Nederland is deze film onder de alternatieve titel The Last Son uitgekomen in juni 2018 .

## Verhaal
In 1969 rijdt senator Ted Kennedy in Chappaquiddick met zijn auto in het water. Zijn passagier, de jonge campagnestrateeg Mary Jo Kopechne, komt bij het auto-ongeluk om het leven. Desondanks besluit Kennedy niet meteen de politie te bellen. Hij keert terug naar zijn hotel en roept de hulp in van zijn dominante vader om zijn politieke carrière te redden.

## Rolverdeling
| Acteur          | Personage        |
| --------------- | ---------------- |
| Jason Clarke    | Ted Kennedy      |
| Kate Mara       | Mary Jo Kopechne |
| Bruce Dern      | Joe Kennedy      |
| Clancy Brown    | Robert McNamara  |
| Ed Helms        | Joe Gargan       |
| Jim Gaffigan    | Paul Markham     |
| Taylor Nichols  | Ted Sorensen     |
| John Fiore      | Chief Arena      |
| Andria Blackman | Joan Kennedy     |

## Productie
In december 2015 werd Sam Taylor-Johnson als regisseur aangekondigd. Drie maanden later verliet ze het project om aan de Netflix-serie Gypsy te kunnen meewerken. In april 2016 raakte bekend dat het project zou verfilmd worden met John Curran als regisseur en Jason Clarke als hoofdrolspeler. In juli 2016 werden Kate Mara, Ed Helms en Bruce Dern aan de cast toegevoegd. De opnames gingen op 7 september 2016 van start.
Op 10 september 2017 ging de film in première op het internationaal filmfestival van Toronto (TIFF). Twee dagen eerder werden de Amerikaanse distributierechten voor vier miljoen dollar verkocht aan Entertainment Studios.